# Slut!
Pour les articles homonymes, voir Slut.
Singles de Taylor Swift
Cruel Summer
(2023) Is It Over Now?
(2023)
Slut! (Taylor's version) (From the Vault), ou simplement Slut! est une chanson de Taylor Swift, écrite et produite avec Jack Antonoff et Patrik Berger.

## Production
La chanson doit figurer sur l'album 1989 mais est finalement retirée. À la suite d'un différend en 2019 concernant la propriété des masters de la chanteuse, elle réédite 1989 avec cinq chansons supplémentaires.
La chanson est produite pour le réenregistrement de 1989, intitulé 1989 (Taylor's Version) et sorti en 2023. Slut! sort en streaming et en téléchargement le 27 octobre 2023 chez Republic Records ; le même jour, Universal Music diffuse la chanson à la radio italienne[réf. nécessaire]. Une version acoustique sort en téléchargement à durée limitée, dans le cadre d'une sortie numérique deluxe de l'album.